# 埃斯格鲁斯

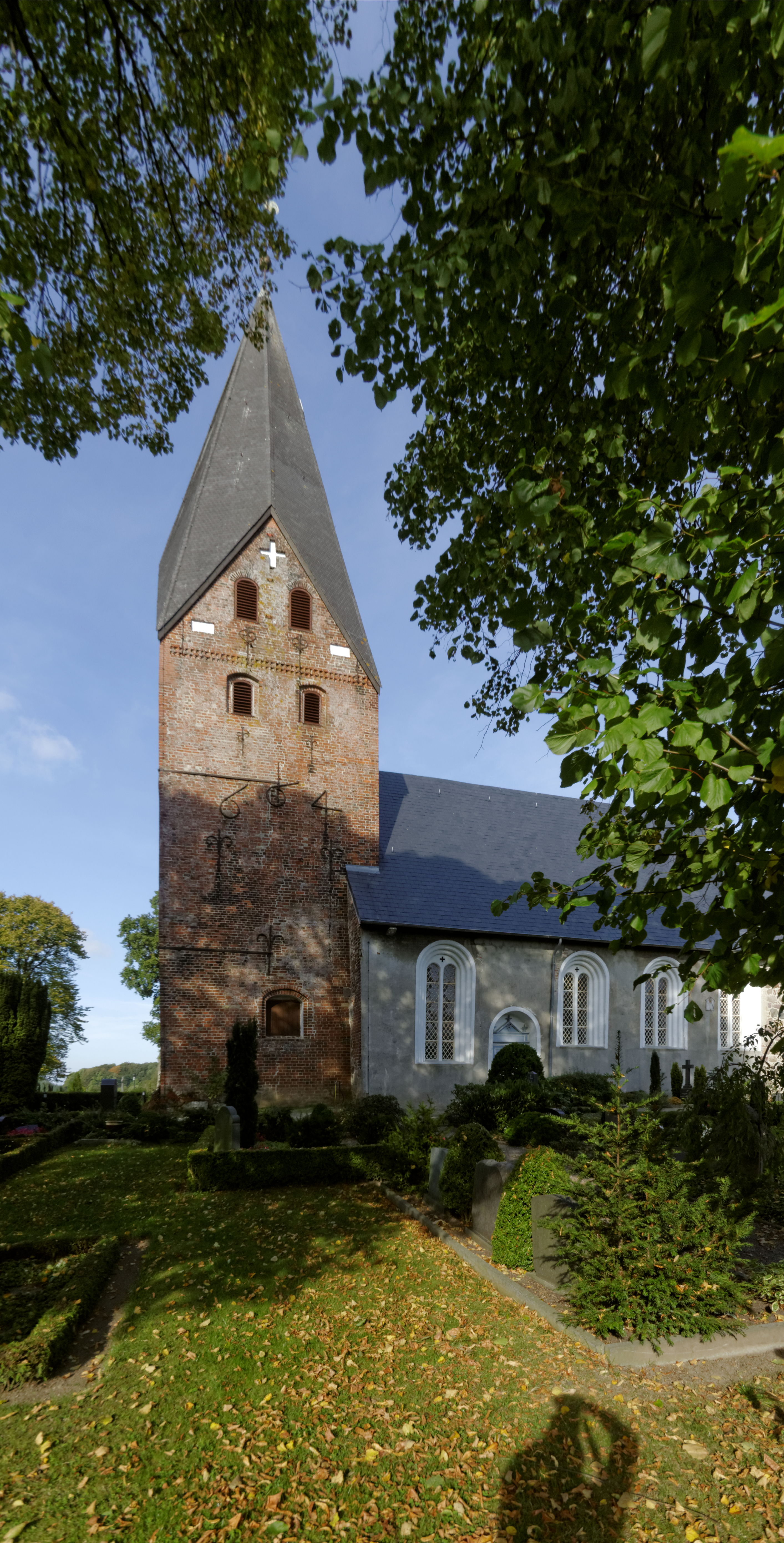

埃斯格鲁斯（德語：Esgrus）是德国石勒苏益格－荷尔斯泰因州的一个市镇。总面积18.06平方公里，总人口761人，其中男性363人，女性398人（2011年12月31日），人口密度42人/平方公里。